# 第一次トルンの和約
第一次トルンの和約（波I pokój toruński 、独Erster Frieden von Thorn）は、ポーランド・リトアニア連合とドイツ騎士団との平和条約である。
ドイツ騎士団領の最南端の都市の1つトルンで1411年2月1日に条約は調印された。

## 概要
歴史学においては、1410年7月のタンネンベルクの戦いでの騎士団の決定的な敗北を利用できなかったので、条約はポーランド・リトアニア連合の外交上の失敗であるとしばしば表現される。
騎士団は戦争でポーランドから奪ったドブジンを返し、ジェマイティヤで一時的な領土の譲歩を行っただけだった。そして、その内容は、ポーランド王ヴワディスワフ2世とリトアニア大公ヴィータウタスが生きている間だけリトアニアが領有するというものであった。
条約は安定的なものではなかった。1414年の飢餓戦争と、1422年のゴルプ戦争という2つの短い戦争が行われ、領土争いを解決したメルノ条約が調印された。しかし、莫大な戦争賠償は騎士団に著しい財政的負担を強いることとなり、内部の社会不安と経済停滞を引き起こした。以降ドイツ騎士団は以前の勢力を回復することはなかった。